# 드라마틱 (Base Ball Bear의 노래)
〈드라마틱〉 (ドラマチック 도라마칫쿠[*])은 베이스 볼 베어의 4번째 싱글이다. 1번째 트랙인 〈ドラマチック〉은 애니메이션 《크게 휘두르며》의 오프닝 테마이다.

## 트랙 리스트
1. ドラマチック
  - 《크게 휘두르며》의 1기 오프닝 테마
2. 透明26時
3. 夕方ジェネレーション(新しい夕方 ver.)